# Selim Bayraktar
Selim Bayraktar (ur. 17 czerwca 1975 w Kirkuku w Iraku) – turecki aktor teatralny, filmowy i telewizyjny.

## Życie

### Dzieciństwo i studia
Selim Bayraktar przyszedł na świat w mieszanej, iracko-tureckiej rodzinie. Ojciec urodził się w Kirkuku, ale wychowywał się w Köyceğiz nad Morzem Śródziemnym. Przeprowadził się ponownie do Kirkuku po znalezieniu pracy w sektorze naftowym. Mama była Irakijką. Aktor ma też jedną siostrę. Czas jego dzieciństwa naznaczyła wojna iracko-irańska. Gdy miał 12 lat, jego szkołę odwiedził Saddam Husajn. Po tym wydarzeniu rodzina Bayraktar przeprowadziła się do Turcji. Zamieszkali w Eskişehirze, gdzie mieszkali cztery lata. Następnie przeprowadzili się do Antalyi i tam Selim ukończył liceum. Po skończeniu szkoły rozpoczął studia w konserwatorium teatralnym na Uniwersytecie Hacettepe w Ankarze.

### Kariera aktorska
Po studiach, w roku 2000, zaczął pracować w państwowym teatrze w Antalyi, by potem przenieść się do Diyarbakıru, jednak w 2007 r. wrócił do Antalyi. Zagrał w takich sztukach jak Otello, Sırça kümes i Bay kolpert. W 2007 r. po raz pierwszy pojawił się w telewizji, grając Erdala w serialu Köprü. Dwa lata później wystąpił w następnym serialu, Bir bulut olsam jako Matmut Paşa. Popularność przyniosła mu rola Sümbüla Aği we Wspaniałym stuleciu (tr. Muhteşem yüzyıl). Wystąpił tu obok Halita Ergença czy Meryem Uzerli. Po tym nadeszły role w filmach kinowych. Jego następnymi telewizyjnymi projektami był serial 7 yuz i Królowa jednej nocy (tr. Gecenin kraliçesi). W 2017 r. przyjął rolę Zekkara Karakayi w Coban yıldızı. Pojawił się tu obok Şükrü Özyıldıza. Jeszcze w tym samym roku zagrał jedną z głównym ról męskich (profesor Edip) w Ufak Tefek Cinayetler. W 2019 r., w sezonie wiosennym, grał rolę Ali Osmana w Ağlama anne.

## Filmografia[1]

### Teatr
- 2008 r. - Bay kolpert
- 2009 r. - Cıbıl kurt
- 2010 r. - Ana
- 2010 r. - Kadeş gelini
- 2011 r. - Sırça kümes
- 2013 r. - Otello
- 2016 r. - Komik para
- 2017 r. - Vahşi batı

### Filmy
- 2009 r. - Büyük oyun jako przywódca uciekinierów
- 2014 r. - Aşk bana benzer jako Aykut
- 2014 r. - Kırmızı jako Gökhan
- 2015 r. - Orman jako Omar
- 2016 r. - Daha
- 2016 r. - Kanlı girdap jako Ali
- 2016 r. - İstanbul kırmızısı
- 2016 r. - Vezir parmağı
- 2017 r. - Cingöz recai jako Adil
- 2017 r. - Arada jako Resul
- 2018 r. - Sevgili komşum

### Seriale
- 2007 r. - Köprü jako Erdal
- 2009 r. - Bir bulut olsam jako Mahmut Paşa
- 2011-2013 r. - Wspaniałe stulecie (tr. Muhteşem yüzyıl) jako Sümbül Ağa
- 2015 r. - Ahirim sensin jako Hakan
- 2015 r. - Królowa jednej nocy (tr. Gecenin kraliçesi) jako Hakan
- 2017 r. - 7 yüz
- 2017 r. - Görünen adam jako Eşref Şerif
- 2017 r. - Çoban yıldızı jako Zekkar Karakaya
- 2017-2018 r. - Ufak tefek cinayetler jako Edip
- 2018 r. - Ağlama anne jako Ali Osman
- 2020 r. - Zümrüdüanka jako Abbas Demirkan

## Życie prywatne
W 2005 r. poślubił muzyczkę państwowej orkiestry symfonicznej, Bihter Bayraktar.